# جبريل غيران
جبريل غيران (بالفرنسية: Gabriel Guérin)‏ هو طيار فرنسي، ولد في 25 يوليو 1892 في لو هافر في فرنسا، وتوفي في 1 أغسطس 1918 في Mont-l'Évêque ‏ في فرنسا.